# Baolia
Baolia là chi thực vật có hoa trong họ Amaranthaceae.